# Радован Караџић
Радован Караџић (Петњица, 19. јун 1945) српски је политичар, психијатар и песник. Он је први председник Републике Српске, те један од оснивача и први председник Српске демократске странке (тада Српска демократска странка Босне и Херцеговине). Међународни кривични трибунал за бившу Југославију је 1995. године подигао оптужницу против њега. Радован Караџић је био у бекству од 1996. године до 21. јула 2008. године када је ухапшен у Србији. Органи Републике Србије су га 30. јула 2008. године, изручили Хашком трибуналу.
Дана 24. марта 2016. године Хашки трибунал га је првостепеном пресудом осудио на 40 година затвора по 11 тачака, које обухватају геноцид, злочине против човечности и кршење закона и обичаја ратова. Дана 20. марта 2019. у другостепеном поступку је жалбено веће Међународног резидуалног механизма за кривичне трибунале казну преиначио у доживотну.

## Биографија
Рођен је 19. јуна 1945. године у Петњици код Шавника. Караџићев отац Вуко био је занатлија, обућар и кројач. Свирао је гусле, двојнице и дипле. Караџићи су пореклом са Косова и Метохије, потом су живели у Лијевој Ријеци, Бањанима и под Дурмитором. Основну школу завршио је у Никшићу. Са 15 година дошао је у Сарајево и уписао медицинску школу, а после тога и медицински факултет у Сарајеву (специјализовао је неуропсихијатрију). Део школовања провео и у САД. Радио је у болници у Сарајеву као психијатар (стручњак за депресије). Ожењен је Љиљаном Зелен-Караџић и има децу Соњу и Сашу. По националности је Србин - православац и крсна слава му је Свети Архангел Михаил. Прву књигу је написао 1966. године.
Године 1987. је провео 11 месеци у притвору под оптужбом за проневеру државних средстава (градња викендице на Палама), али је пуштен због недостатка доказа. Председник Републике Српске Милорад Додик је 2005. године изјавио да је Караџић 1997. године из трезора Народне банке Републике Српске украо 36 милиона КМ, међутим није покренут никакав поступак поводом тога.

## Политичко деловање
Политиком је почео интензивно да се бави 1990. године када је изабран за председника Српске демократске странке. У току 1991. године Радован Караџић се, као члан Координационог тела Конвенције о Југославији, на чијем је челу био Драган Ђокановић, председник Демократске странке федералиста, залагао за очување демократизоване савезне државе. С обзиром да су муслиманске и хрватске странке из Босне и Херцеговине биле против останка БиХ у саставу Југославије, Караџић се, са другим српским политичарима из БиХ, наредне 1992. године, ангажовао на стварању Републике Српске која је Србима, у Босни и Херцеговини, требало да обезбеди останак у југословенској федерацији. Сматра се изузетно стрпљивим, сталоженим, слаткоречивим и вештим преговарачем. Изабран је за председника Републике Српске 12. маја 1992. године и остаје на тој функцији све до 30. јуна 1996. године. Под притиском тадашњих београдских власти и света, Караџић је на мировним преговорима у Атини условно прихватио Венс-Овенов мировни план, који је Народна скупштина Републике Српске потом одбила. То је проузроковало потпуну блокаду Републике Српске од стране Савезне Републике Југославије. Према тврдњама Хрвоја Шаринића, шефа Хрватске обавештајне заједнице и Туђмановог преговарача са Милошевићем, Караџић је након блокаде започео преговоре преко посредника Миће Михајловића са Туђманом око сарадње у Босни и Херцеговини. Душан Виро, хрватски официр и аутор књиге „Слободан Милошевић: анатомија злочина”, наводи да му је један од чланова тадашње владе Републике Хрватске потврдио да је до преговора дошло. Он такође наводи да је договорена сарадња између Хрватске и Српске, према којој је Српска добијала гориво и новац од Хрватске. Заузврат Караџић је требало да спречи уједињење Српске са Српском Крајином и Србијом и да остане војно неутралан при будућем хрватском нападу на Книн.
Караџић није био члан делегације Савезне Републике Југославије (у српским медијима: заједничке делегације СРЈ и РС) на дејтонским мировним преговорима; чланови делегације из Српске су тада одбили нека од коначних решења, али прегласани гласовима делегације из Југославије. Сам Караџић је 1996. године под притиском држава чланица контакт групе и председника Србије Слободана Милошевића напустио политички живот и председничка овлашћења пренео на потпредседницу Српске Биљану Плавшић.

## Хашка оптужница
Хашки трибунал је 24. јула и затим 16. новембра 1995. подигао оптужницу против Радована Караџића и начелника генералштаба Војске Републике Српске Ратка Младића. Оптужница Хашког трибунала терети Радована Караџића по 11 тачака, и то:
- по 6 тачака за геноцид, саучешће у геноциду, злочине против човечности, кршење закона и обичаја ратовања, и тешке повреде Женевске конвенције из 1949. (намерно убијање).
- за протеривање на политичкој, расној и верској основи, депортације, и друге нехумане чинове - присилно пресељавање.
- за незаконито уношење терора међу цивиле и држање талаца.

## Караџић у народу
Караџићеви браниоци, међу којима се издваја проф. Коста Чавошки, побијају ове оптужбе, наводећи да он често није имао командну одговорност, те да је издао више команди о поштовању ратног права.
У народу Републике Српске, Караџић још увек ужива велики углед. У једној анкети спроведеној 2004. у Републици Српској, већина грађана је у Караџићу видела неправедно оптуженог хероја, а не ратног злочинца.

## Потрага за Караџићем
За Радованом Караџићем је расписана потерница Интерпола, а влада САД је понудила 5 милиона долара за помоћ у хапшењу Караџића и Младића. Самог Караџића на предају је јавно позвала и супруга Љиљана, након што су им по њеним речима били угрожени егзистенција и живот.
У неколико наврата су међународне војне снаге стациониране у бившој Југославији безуспешно покушавале да га ухапсе. При тим покушајима су те снаге неретко хапсиле његове помагаче, злостављале их и по неколико дана држале ухапшеним без дизања било какве оптужнице.
Као један од примарних разлога због којих је Караџић од 1996. до 2008. успевао да измакне покушајима хапшења па и простог лоцирања, у јавности се појавила шпекулација да је бивши председник Републике Српске 1996. склопио тајни споразум са тадашњим америчким послаником за Балкан Ричардом Холбруком. По овој непровереној верзији догађаја америчка дипломатија је Караџићу загарантовала имунитет од оптужнице Хашког трибунала уколико се мирно повуче из јавности и не буде вршио опструкцију примене Дејтонског мировног споразума. И Холбрук и други амерички званичници су демантовали у више наврата да је било било каквог споразума са Караџићем. Са друге стране, поједини некадашњи Караџићеви сарадници, попут Алексе Бухе, бившег министра спољних послова Републике Српске, тврде да је споразума било. По Бухиним изјавама, објављеним непосредно након Караџићевог хапшења, са Холбруком је постигнут споразум у писаном облику 1996. године, а сличан договор је склопљен и 1997. са америчком државном секретарком Медлин Олбрајт. Приликом првог појављивања пред Хашким трибуналом 31. јула 2008. године Караџић је изјавио да је управо споразум са Холбруком био разлог да се не преда трибуналу у периоду од 1996. и 1998. године пошто се наводно плашио за своју безбедност верујући да је циљ његовог хватања била ликвидација а не извођење пред Хашки трибунал.

## Хапшење
Караџић је према првим званичним информацијама лишен слободе у градском аутобусу на линији 73, на релацији између Новог Београда и села Батајнице 21. јула 2008. године око 21 час, односно према речима адвоката Светозара Вујачића хапшење је обављено три дана раније, 18. јула. Адвокат је такође изјавио да поред тога што приликом хапшења Караџић није пружао отпор, капом му је одмах прекривено лице, тако да није могао да види ко га је ухапсио. Очи су му откривене тек када се нашао у притвору у некој просторији, на непознатој локацији. Пошто је 22. јула издато и званично саопштење из канцеларије тадашњег председника Србије Бориса Тадића, хапшење је изазвало велику реакцију домаћих и светских медија. Представљајући Караџића као најтраженијег бегунца Хашког трибунала, светски медији су подсећали да је ово хапшење било један од главних услова за напредак Србије ка чланству у ЕУ. Тадашње председништво уније у Паризу, истог дана је у свом званичном саопштењу, поздравило хапшење, као израз „решености Владе Србије у Београду, да допринесе миру и стабилности на Балкану“.
Караџић је затим изведен пред истражног судију Већа за ратне злочине Окружног суда Републике Србије Милана Дилпарића, чиме је започео процес у којем може бити донесена одлука о пребацивању у Хашки трибунал.
На конференцији за штампу у уторак 22. јула 2008. председник Националног савета за сарадњу са Хашким трибуналом Расим Љајић и тужилац за ратне злочине Србије Владимир Вукчевић су потврдили идентитет ухапшеног Радована Караџића. Караџић се у периоду који је непосредно претходио хапшењу наводно крио под лажним именом др Драган Давид Дабић и бавио се алтернативном медицином у приватној ординацији на Новом Београду. Такође, учествовао је на неколико јавних предавања у Србији и објављивао фељтон у часопису Здрав живот.
У интервјуу за Радио Холандију у фебруару 2011. Радован Караџић је изјавио да би волио да је Република Србија профитирала од његовог хапшења, међутим да од тога није имала никакву корист.

## Драган Дабић
Током последњих пет година проведених у бекству Радован Караџић се крио иза имена извесног Драгана Дабића. Утврђено је да је лична карта на име Драгана Дабића издата у Руми, сви подаци из личне карте су идентични, само је слика другачија. Члан Одбора за безбедност Војводине, Милан Ђукић, тим поводом је изјавио како ће Одбор захтевати информације о томе како су хашки оптуженици Радован Караџић и Стојан Жупљанин дошли до лажних личних карата.

### Живот под лажним именом
На првим јавно показаним фотографијама Караџић је потпуно непрепознатљив — седе косе везане у реп, дуге седе браде и бркова и са наочарима. На заједничкој конференцији координатора Акционог тима за сарадњу са Трибуналом, Расимом Љајићем и Владимиром Вукчевићем, речено је да је Караџић радио у једној приватној београдској ординацији у којој се бавио алтернативном медицином, и да запослени у ординацији, као и његови станодавци нису знали његов прави идентитет. Иначе, Караџић је последње пребивалиште имао на Новом Београду. Додато је и то да се он данима слободно шетао и појављивао у јавности без бојазни да би ико могао да га препозна.
Под лажним именом, Караџић је одржао неколико јавних предавања, којима је присуствовало више стотина људи, а радио је и као сарадник часописа Здрав живот. Представљао се као др Драган Давид Дабић — истраживач у области психологије и биоенергије. Горан Којић, главни уредник тог часописа, изјавио је да је шокиран чињеницом да је објављивао текстове човека оптуженог за најтеже ратне злочине. Којић каже да га је први пут видео у јесен 2007, а последњи пут јуна 2008. године. Караџић му је (под лажним именом) понудио текст који говори о медитацији, који је Којић оценио као јако добар и објавио га у виду фељтона у свом часопису. Иако је планирао да га задржи као стручног сарадника, јер је био одушевљен његовим знањем, Којић додаје да му није у потпуности веровао јер није могао да докаже основне тврдње о свом идентитету.
— Горан Којић, главни уредник часописа Здрав живот, за који је Караџић писао под именом Драган Давид Дабић
Драган Давид Дабић је чак имао и свој веб-сајт регистрован на адреси www.psy-help-energy.com.

### Јавни наступи
Караџић је под именом Драган Давид Дабић учествовао на више јавних предавања. На Трећем фестивалу здравог живота, одржаног у мају 2008. на Ади Циганлији, држао је предавање на тему Како неговати сопствене енергије. Саговорница Б92, која је хтела да остане анонимна, каже да није имао босански нагласак, причао је као да је из Београда. По њеним речима, држао је јако добра предавања на којима је углавном било 200 до можда 400 људи.
Ђерђи Сарић, председница Друштва за борбу против рака из Сомбора потврдила је да је Драган Дабић, 12. априла 2008. године одржао предавање у Културном центру Орфеус у Новом Саду, на тему Истости и тиховања медитације.
У кикиндском Дому омладине је 28. јануара 2008. године био гост на трибини као неуропсихијатар специјализован за алтернативну медицину. Татјана Ножица, директорка Дома омладине, изјавила је да је Дабић био веома необичан као појава, имао је шешир, црну ролку и бројаницу у руци коју је непрестано окретао. Трибина је прошла врло успешно, а један њен део је забележила и локална Телевизија ВК.

## Хашки процес
Након што је министарка правде Владе Србије Снежана Маловић потписала одлуку о изручењу, у складу са Законом о сарадњи са Хашким трибуналом, Караџић је 30. јула 2008. године у 3.45 изведен из зграде Окружног суда у Београду и пребачен на београдски аеродром Никола Тесла. Прво је пребачен авионом Владе Србије из Београда у Ротердам где је стигао око 6.30 ујутру, а потом је хеликоптером пребачен у затвор у Схевенинген.
Караџић је 31. јула 2008. први пут изведен пред Судско веће Хашког трибунала којим је председавао судија Алфонс Ори из Холандије. Оптуженик је објавио да жели да се брани сам, а затим му је прочитана оптужница за коју је главни тужилац Серж Брамерц најавио да ће бити ревидирана. Судија Ори је прихватио да се Караџић изјасни о кривици у законском року од 30 дана и следећу седницу је заказао за петак 29. августа 2008. године.
Сам Караџић је своје време за обраћање суду искористио да подвуче нерегуларности приликом хапшења у Београду потврђујући да је ухапшен три дана пре него што је његово хапшење обелодањено. Поред тога, изјавио је и да је намеравао да се преда Хашком трибуналу у периоду 1996—1998. али да то није учинио из страха за сопствену безбедност након споразума склопљеног са тадашњим америчким послаником за Балкан Ричардом Холбруком. Као и у ранијим приликама Холбрук је демантовао да је било икаквог политичког споразума са Караџићем, а деманте је изнео и портпарол Стејт дипертмента. Такође, портпаролка Трибунала Нерма Јелачић је изјавила да је Караџић у надлежности суда и да „нема бојазни за његову безбедност“.

## Признања
- Књижевна награда Јован Дучић за поезију 1969.
- Књижевна награда Михаил Шолохов за 1994, Удружења руских писаца за књижевни допринос .[26][27]
- Орден Републике Српске, 1994.

## Дела
- 1968: Лудо Копље
- 1971: Памтивек
- 1982: Има чуда — нема чуда
- 1990: Црна бајка (Свјетлост, Сарајево)
- 1992: Рат у Босни: како је почело
- 1992: Словенски гост.  978-86-379-0370-3.
- 1994: Има чуда, нема чуда
- 2001: Од Лудог копља до Црне бајке (Добрица књига. )
- 2004: Чудесна хроника ноћи (ИГАМ. )
- 2005: Под леву сису века (Књижевна заједница „Вељко Видаковић”, Ниш)